# Карабикулово
Карабикулово — деревня в Шенталинском районе Самарской области в составе сельского поселения Каменка. В ней находится производство "ООО Карабикулово" которое занимается разведением крупно рогатого скота. А также производством молочной и мучной продукции.

## География
Находится на расстоянии примерно 26 километрах на восток от районного центра станции Шентала.

## Население
Постоянное население составляло 148 человек (татары 68%) в 2002 году, 117 в 2010 году.